# Vargyas Endre
Kapuvári Vargyas Endre (Kapuvár, 1842. december 3. – Budapest, 1913. március 31.) királyi tanácsos, királyi tanfelügyelő, újságíró.

## Élete
Apja hajdúhelyes birtokos volt Rábaközben (ősei a török világban mint várhajdúk védelmezték Kapuvárt; Vargyas György és János 1666. november 17-én címeres nemes levelet kaptak). A gimnáziumot Győrött végezte. Szülei az V. osztályból beadták a kisszemináriumba; az érettségi vizsga letétele után a nagyszemináriumban teológiát is hallgatott. A magyar alkotmány helyreállításával, abbahagyta a teológiát, Pestre ment jogot hallgatni, közben egy évig nevelő volt gróf Batthyány Géza családjánál. A családdal együtt sokat utazott Európában, járt a német, a bajor, a francia és az olasz földön, valamint Svájcban is. 1869. március 3-án Sopron vármegye aljegyzőjének választották meg. 1871. december 8-án királyi másod-tanfelügyelőnek nevezték ki Győr, Komárom és Esztergom vármegyék területére, ahol 16 évig működött; 1876-tól a külön tankerületté vált Győr vármegye tanfelügyelője lett. 1887-ben Veszprém vármegyébe; tíz évi itt működés után pedig 1897-ben Esztergom megyébe helyezték át.
1884-ben kapuvári előnévvel ő, valamint Jenő, Tivadar, Endre nevű fiai magyar nemességet nyertek. Címerük: „Egy álló, négyszer osztott vitézi pajzs, az első, vörös osztályban nyitott könyv, azon jobbról balra egy arany toll van fektetve; a második, kék osztályban egy aranyszínű, ágaskodó griff áll, jobbjában három vörös rózsát tartva; a harmadik, kék osztályban egy ezüstszínű hullámos szelemen [pólya] van, fölötte egy, alatta két aranyszínű, hatágú csillag látható; a negyedik, vörös osztályban zöld talajon egytornyú, ezüstszínű vár áttört kapuval áll. A pajzs fölött koronázott nyílt lovagsisak nyugszik, jobbról vörös-ezüst, balról kék-arany foszlányokkal. A sisak koronájából jobbjában három vörös rózsát, baljában vas lándzsát tartó, aranyszínű griff emelkedik ki.” 1898-ban királyi tanácsosi címet nyert. 1905. január 1-jén nyugalomba lépett és ezután Budapesten a tudománynak élt. Neje Petz Vilma, egyik fia Vargyas Tivadar plébános.

## Írásai
Népies elbeszélései, költeményei, tanügyi és vegyes cikkei a következő közlönyökben jelentek meg: Katholikus Néplap (1864-67. elb.), A Hon (1868.), Pesti Napló (1869.), Sopron (1871.; ez volt az első magyar lap Sopron megyében, melynek egyik megalapítója és szerkesztője is volt); Győri Közlöny (1872-87., ennek 15 évig főmunkatársa és több évig „Vas Borona” néven szerkesztője is volt); 1883-ban kiadta a Győrmegyei Tanegyletet, melynek összes cikkeit egymaga írta; írt a Néptanítók Lapjába (cikkek, költ.), a Budapesti Hírlapba (1882-1907., 1906. 296. sz. A Sibrik-család), a Nemzeti Iskolába, a Vasárnapi Ujságba (1891.), a Veszprém, Esztergom és Vidéke, Esztergomi Lapokba. Negyvenöt év alatt több mint kétezer cikke jelent meg.
Álnevei: Kapuvári (a Kath. Néplapban 1864.), Andor Deák, Vas Borona (a Sopronban), Tüske; jegye: nyilas jegy (a Győri Közlönyben).

## Munkái
- Rábaközi Vőfélköszöntések. Győr, 1864. (2. kiadás. Bpest, 1888.).
- Szívhangok, vagy újévi, név- és születésnapi s egyéb alkalmi üdvözletek kötött és kötetlen alakban. Győr, 1865. (Nagy Antallal).
- Gyöngyök Pázmány Péter összes műveiből. Uo. 1867. (és Veszprém, 1869. Pázmány Péter életrajzával.)
- A magyar szabadságharc története 1848-1849. Pest, 1867. Szövegrajzokkal. (2. bőv. kiadás. Uo. 1879. 32 füzetben, 207 képpel. Németül: Kolbenheyer Ferenc ford. Uo.)
- Andor Deák köszöntőkönyve, nagy és kis diákok számára. Pest, 1871. (1910-ig nyolc kiadásban.)
- A győri tankerület népiskoláinak egy évi haladása 1873-ban. Győr, 1874.
- A győrvárosi elemi iskolák tanügyi állapota 1873-ban. Uo. 1874.
- Emléklapok a győri gazdasági kiállításról. Uo. 1874.
- Népiskolai tankönyvek. Győr, 1876-78. Két rész. (I. Természetrajz 2. kiadás 1880., 3. k. 1884. II. Magyarok története. Kapcsolatban a világtörténelem nevezetesebb eseményeivel. Korszaki képekben. 2. kiadás. 1879. Uo.)
- Magyarok története. Tekintettel a mívelődés fejlődésére. Mindkét nembeli tanuló ifjúság számára és magánhasználatra. Uo. 1877.
- Évkönyv a győrvidéki gazdasági egyesület 20 évi működéséről. Uo. 1879.
- Elemi népiskolai tankönyvek, osztott elemi népiskolák számára. Bpest, 1884-1910-ig. Bpest. Magyar Nyelvtan. Három rész (I. 18 kiadás, II. 10 kiadás, III. 9 kiadás I. ott)
- Földrajz. Győr. 1883. (Elemi népiskolai tankönyvek II. 1910-ig tíz kiadás Pesten.)
- Magyarok története. Győr, 1882. (Elemi népiskolai tankönyvek II. 1910-ig tíz kiadás Bpesten).
- Természettan. Uo. 1910-ig négy kiadás. (Elemi népiskolai tankönyvek III.).
- Természetrajz. Győr, 1883. (Elemi népiskolai tankönyvek IV. 1910-ig 16 kiadás. Bpesten).
- Magyarok története tanítóképző- és polgári iskolák számára. Bpest, 1886. (1899-ig öt kiadás).
- Győr város és Győr megye földrajza. Győr és Pannonhalma alaprajzával és Győr megye térképével. Uo. 1887.
- Köszöntők és üdvözletek családi és iskolai ünnepekre. Uo. 1887.
- Abécé és olvasókönyv. Győr, 1888 (eddig 3. kiadás).
- Az ember nevelői. Értekezés. Uo. 1888.
- Veszprém vármegye földrajza, térképpel. Veszprém, 1889.
- Népszerű természettan, a m. kir. földmíves iskolák számára; a m. kir. földm. miniszter által első helyen 300 frttal jutalmazott pályamű. Bpest, 1891.
- Az Olcsó Iskolakönyvtárban, falusi, egytanítós osztatlan népiskolák számára. Budapesten 1894-től 1910-ig megjelentek: Magyar nyelvgyakorló. (Hét kiadás), Számolókönyv. (Négy kiadás); Földrajz, (Nyolc kiadás); Magyarok története. (Hét kiadás); Természetrajz. (Nyolc kiadás), Természettan. (Hét kiadás); Gazdaságtan. (Hét kiadás); Alkotmánytan. (Hét kiadás); Egészségtan (Hat kiadás); Iskolai köszöntők. Bpest, 1894.
- Vegytan a polgári leányiskolák számára. Veszprém, 1898.

Népiskolai tankönyvei közül a Földrajzot, Magyarok történetét és Természetrajzot szlovák nyelvre; a Magyarok történetét németre s a fiumei iskolák számára olaszra is lefordították. Iskolai tankönyvei, összesen 154 kiadásban és 242 változatban új lenyomatban, pedig több mint három millió példányban terjedtek el az ország különböző iskoláiban.